# 鷹見台
鷹見台（たかみだい）は福岡県北九州市八幡西区の地名。鷹見台一丁目から四丁目の町がある。住居表示実施済み。郵便番号は807-0853。

## 地理
八幡西区の中部西側に位置し、南から西に大字永犬丸、北に泉ケ浦、北から東に永犬丸、東から南東に永犬丸西町と接する。

## 地域の特徴
閑静な住宅街である。三丁目、四丁目と二丁目との間には谷があり、鷹見大橋で繋がっている。

## 歴史
住居表示実施前までは鷹見台団地と呼んでいた。またかつてこの辺りには五郎丸、宮ノ谷といった字が存在しており、公園にその名を残している。

### 沿革
- 1978年（昭和53年）6月1日 - 鷹見台一丁目 - 四丁目新設[5][6]。

### 町名の変遷
| 実施内容          | 実施年月日               | 実施後       | 実施前           |
| ----------------- | ------------------------ | ------------ | ---------------- |
| 町名新設 住居表示 | 1978年（昭和53年）6月1日 | 鷹見台一丁目 | 大字永犬丸の一部 |
| 町名新設 住居表示 | 1978年（昭和53年）6月1日 | 鷹見台二丁目 | 大字永犬丸の一部 |
| 町名新設 住居表示 | 1978年（昭和53年）6月1日 | 鷹見台三丁目 | 大字永犬丸の一部 |
| 町名新設 住居表示 | 1978年（昭和53年）6月1日 | 鷹見台四丁目 | 大字永犬丸の一部 |

## 世帯数と人口
2025年（令和7年）3月31日現在（北九州市発表）の世帯数と人口は以下の通りである。
| 町           | 世帯数  | 人口    |
| ------------ | ------- | ------- |
| 鷹見台一丁目 | 315世帯 | 684人   |
| 鷹見台二丁目 | 198世帯 | 402人   |
| 鷹見台三丁目 | 143世帯 | 299人   |
| 鷹見台四丁目 | 187世帯 | 430人   |
| 計           | 843世帯 | 1,815人 |

### 人口の変遷
国勢調査による人口の推移。
| 1995年（平成7年）  | 1,961人 | [ 7 ]  |  |
| 2000年（平成12年） | 1,815人 | [ 8 ]  |  |
| 2005年（平成17年） | 1,778人 | [ 9 ]  |  |
| 2010年（平成22年） | 1,716人 | [ 10 ] |  |
| 2015年（平成27年） | 1,691人 | [ 11 ] |  |
| 2020年（令和2年）  | 1,848人 | [ 12 ] |  |

### 世帯数の変遷
国勢調査による世帯数の推移。
| 1995年（平成7年）  | 713世帯 | [ 7 ]  |  |
| 2000年（平成12年） | 694世帯 | [ 8 ]  |  |
| 2005年（平成17年） | 694世帯 | [ 9 ]  |  |
| 2010年（平成22年） | 694世帯 | [ 10 ] |  |
| 2015年（平成27年） | 722世帯 | [ 11 ] |  |
| 2020年（令和2年）  | 788世帯 | [ 12 ] |  |

## 学区
市立小・中学校に通う場合、学区は以下の通りとなる。
| 町           | 街区      | 小学校                   | 中学校                 |
| ------------ | --------- | ------------------------ | ---------------------- |
| 鷹見台一丁目 | 全域      | 北九州市立八枝小学校     | 北九州市立永犬丸中学校 |
| 鷹見台二丁目 | 全域      | 北九州市立八枝小学校     | 北九州市立永犬丸中学校 |
| 鷹見台四丁目 | 18 - 19番 | 北九州市立八枝小学校     | 北九州市立永犬丸中学校 |
| 鷹見台三丁目 | 全域      | 北九州市立永犬丸西小学校 | 北九州市立永犬丸中学校 |
| 鷹見台四丁目 | 1 - 17番  | 北九州市立永犬丸西小学校 | 北九州市立永犬丸中学校 |

## 交通

### バス
域内のバス停と系統は以下のとおりである。
| 運行事業者 | 運行事業者     | 西鉄バス北九州 | 西鉄バス北九州 |
| 系統       | 系統           | 74             | 74-1           |
| 停留所     | 五郎丸東公園前 | ○              | ○              |
| 停留所     | 鷹見台一丁目   | ○              | ○              |
| 停留所     | 鷹見台三丁目   | ○              | ○              |

## 施設

### 商業施設
- スピナ鷹見台店

### 公園
- 五郎丸公園
- 五郎丸一号公園
- 鷹見台公園
- 鷹見台東公園
- 宮ノ谷東公園